# Behind That Locked Door
«Behind That Locked Door» es una canción del músico británico George Harrison publicada en el álbum de estudio All Things Must Pass. Harrison compuso la canción en agosto de 1969 como un mensaje de respaldo hacia Bob Dylan, que había vuelto a los escenarios acompañado del grupo The Band, tras dos años de retiro al sufrir un accidente de moto, en el Festival de la Isla de Wight. 
La canción incluye la participación de Pete Drake en el pedal steel y de los teclistas Gary Wright y Billy Preston. Tras su publicación, Alan Smith describió la canción en su columna para NME como "una pieza en la que el country se encuentra con Hawaii" y recomendó que la enviasen al cantante Slim Whitman "sin más dilación". 
Una toma alternativa de «Behind That Locked Door»  fue publicado en el álbum recopilatorio de 2012 Early Takes: Volume 1. Entre otros artistas, Olivia Newton-John, Jim James y The Felice Brothers han versionado la canción.

## Personal
- George Harrison: voz, guitarra acústica y coros
- Pete Drake: pedal steel
- Gary Wright: piano
- Billy Preston: órgano
- Klaus Voormann: bajo
- Alan White: batería